# Commelina gourmaensis
Commelina gourmaensis là một loài thực vật có hoa trong họ Commelinaceae. Loài này được A.Chev. mô tả khoa học đầu tiên năm 1911.